# Charles Manners (baix)
Charles Manners   (Hoddesdon, 27 de desembre de 1857 - 3 de maig de 1935) fou un cantant anglès de la corda de baix.
Estudià a Dublin i a Londres en la Royal Academy of Music. El 1881 debutà, aconseguint l'any següent un gran èxit a la Savoia en el rol d'Iolanthe, que li valgué un gran nombre de contractes a Anglaterra i Amèrica. En unió amb Fanny Moody (1866-1945) amb qui s'havia casat el 1890, formà el 1897, la companyia d'òpera Moody-Manners, que després d'aconseguir èxits brillants a províncies, des de 1902 treballà a Londres, influint en gran manera en la música anglesa contemporània.